# Heteromysis tenuispina
Heteromysis tenuispina är en kräftdjursart som beskrevs av Murano 1988. Heteromysis tenuispina ingår i släktet Heteromysis och familjen Mysidae. Inga underarter finns listade i Catalogue of Life.